# Флавин-аденин-динуклеотид
В биохимията, флавин-аденин-динуклеотидът (ФАД) е редокс кофактор, участващ в множество важни за метаболизма реакции. ФАД съществува в две различни редокс състояния, които преминават едно в друго чрез отдаване или приемане на електрони. Молекулата на ФАД съдържа рибофлавин половинката на (витамин B2) свързан за фосфатната група на молекула аденозиндифосфат (АДФ). Флавиновата група се свързана за рибитол, захарен алкохол, чрез въглерод-азотна връзка, не гликозидна връзка. Така рибофлавина технически не е нуклеотид, но името флавин-аденин-динуклеотид, макар и неточно, е широко навлязло.
ФАД може да бъде редуциран до ФАДН2, като приема два водородни атома (нетна печалба от два редуциращи еквивалента, електрони):
ФАД (окислената му форма е хинонова) приема два протона и два електрона като се превръща във ФАДH2 (хидрохинонова форма). ФАДH2 впоследствие може да бъде окислен до полуредуцираната си форма (семихинон) ФАДH чрез отдаване на един електрон и един протон. При последващо окисление на семихинона чрез отдаване на още по един протон и електрон, се възстановява началната хинонова форма (ФАД).
Окисленият ФАД има ароматна пръстенна структура, за разлика от редуцираният ФАДН2. Това означава, че ФАДН2 е в значително по-високо енергетично състояние, когато липсва стабилизиращата ароматна структура. ФАДН2 е енергоносеща молекула. При окислението си възстановява стабилността си, отдавайки енергията, която е поддържала високоенергетичното състояние.
Основната биохимична роля на ФАД2 в еукариотната клетка е да пренася високоенергийни електрони използвани за окислително фосфорилиране. ФАД е простетична група в ензимния комплекс сукцинат дехидрогеназа, който окилява сукцината до фумарат в шестата стъпка от цикъла на Кребс. Високоенергийните електрони се улавят веднага чрез редукцията на ФАД във ФАДН2. ФАДН2 се окислява отново до ФАД, пускайки високоенергийните електрони по електрон-транспортните вериги. Енергията, съхранена и после отдадена от ФАДН2, е достатъчна за производството на 1.5 еквивалента ATФ при окислителното фосфорилиране. Друг източник на ФАД2 процеса на β-окисление, където ФАД оперира като коензим на ацил-КоА дехидрогеназата.
Всички оксидоредуктази, опериращи с ФАД като електронен транспорт, се наричат флавопротеини. Има множество флавопротеини освен сукцинат дехидрогеназата и ацил-КоА дехидрогеназата.

## Други
- Рибофлавин
- ФАДН2
- Аденин